# Leal Senado (Macau)

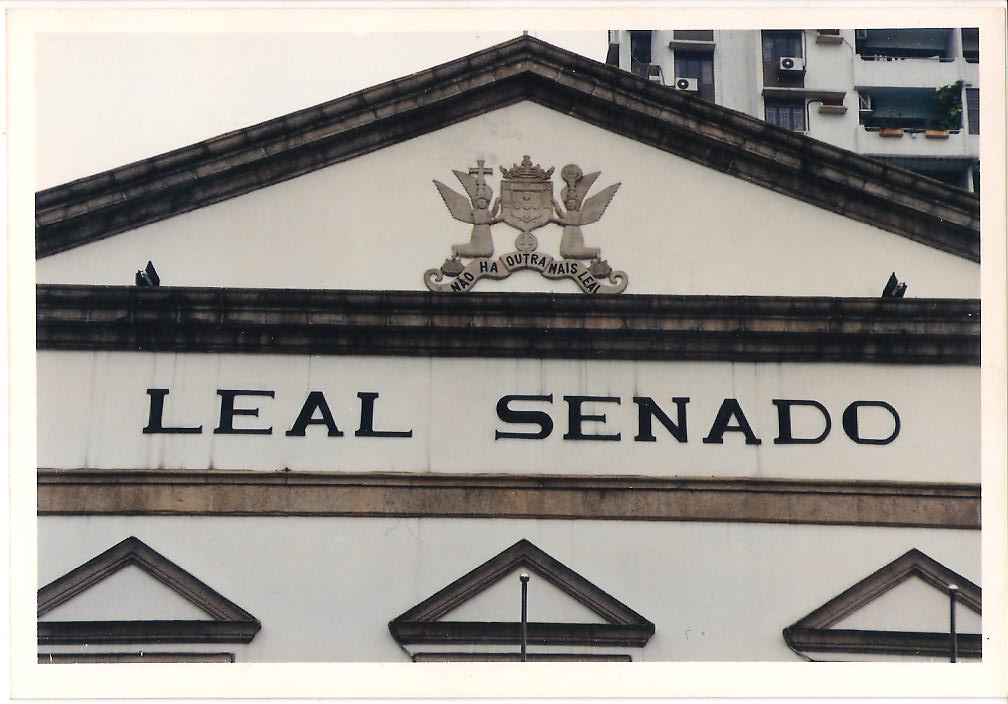
Edifício do Leal Senado durante a administração portuguesa

Leal Senado MHTE era a denominação oficial da Câmara Municipal de Macau, durante o domínio português. Foi criado em 1583 e extinto logo após a transferência de soberania de Macau para a República Popular da China, em 1999. Até à sua extinção, era o órgão executivo municipal do Concelho de Macau (que abrange toda a Península de Macau), um dos dois municípios do Território de Macau.
A designação "Leal Senado" deriva do nome oficial de Macau durante o período da administração portuguesa ("Cidade do Santo Nome de Deus de Macau, Não Há Outra Mais Leal"), concedido pelo rei português D. João IV, em 1654, como recompensa à lealdade da população da cidade a Portugal, durante a ocupação filipina. Macau foi o único ponto de todos os territórios portugueses, metropolitanos e ultramarinos que nunca içou a bandeira espanhola. Mas, o título Leal Senado só foi oficialmente atribuído pelo Rei português D. João VI a esta câmara municipal no ano de 1810, como recompensa à vitória em 1809 na Batalha da Boca do Tigre contra os piratas chineses de Cam Pau Sai (ou Quan Apon Chay).

## História
Nos primórdios do estabelecimento português de Macau, ele era administrado pelo Capitão-mor das Viagens da China e do Japão. Mas, com o decorrer dos tempos, foram surgindo assuntos cuja resolução não podia aguardar o regresso do Capitão-Mor das suas viagens comerciais ao Japão. Para resolver estes problemas, formou-se uma espécie de triunvirato, que passou a regular todas as questões de ordem pública e política de Macau. Era composto por três representantes dos moradores, chamados "homens-bons", escolhidos por votação. Em 1562, um dos eleitos passou a ser, por escolha, Capitão de Terra. Estes 3 representantes, mesmo assim, continuaram a estar dependentes do Capitão-Mor. Além do triunvirato, existia também um juiz e 4 comerciantes eleitos pelo povo que participavam na administração. Estes elementos juntos formavam uma espécie de Junta oligárquica de comerciantes.
Mas, esta Junta oligárquica começou também a não ser suficiente para dirigir e resolver os assuntos e problemas de Macau. E, devido à união entre Portugal e a Espanha no ano de 1580, as autoridades espanholas começaram também a querer interferir nos assuntos desta cidade, principalmente no seu lucrativo comércio.
Para adaptar às novas realidades de Macau, foi formada uma Câmara Municpal (na época também chamada de Senado da Câmara), com o incentivo e apoio do então Bispo de Macau, Dom Leonardo Fernandes de Sá, no ano de 1583, após os cidadãos ou moradores de Macau se reunirem e decidirem criar uma forma de governo local semelhante às das cidades de Portugal e do Estado da Índia. Eles, principalmente os comerciantes, queriam manter Macau fora da esfera de influência espanhola e gerir melhor a cidade.

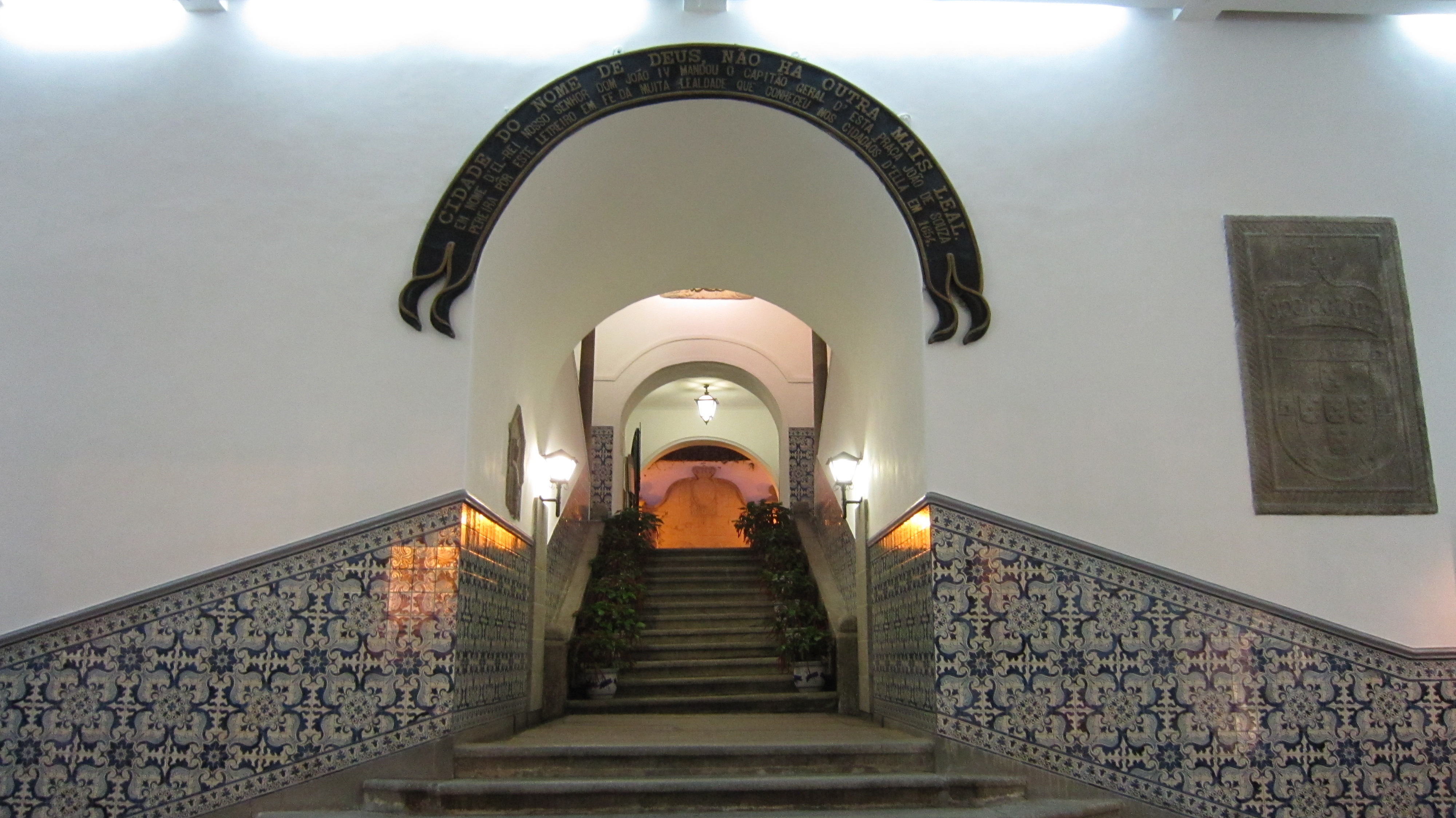
Dentro da entrada principal do Edifício do Leal Senado, encontra-se uma placa com o título Não Há Outra Mais Leal, concedido pelo Rei D. João IV à cidade de Macau em 1654.

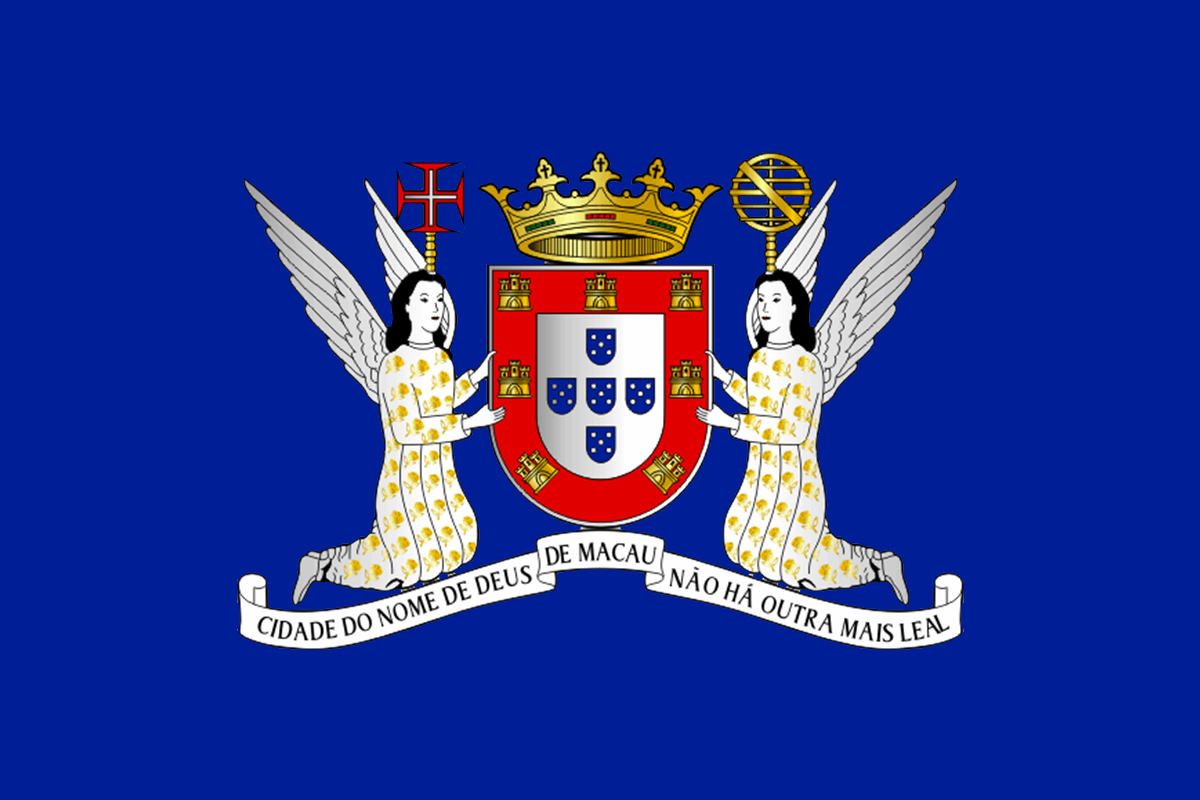
Bandeira do Leal Senado.

O Senado da Câmara de Macau era formado por 2 juízes (ordinários), 3 vereadores, sendo um deles Procurador da Cidade e um Secretário da Câmara (que podia ser o Bispo ou o Capitão de Terra), que tinha também a função de alferes. Os vereadores deveriam ter pelo menos 40 anos de idade e os juízes 30. Estes cargos eram eleitos pelos cidadãos e, uma vez eleitos, ninguém podia recusar-se a servir como oficial do Senado.
Em 1586, o Vice-Rei da Índia (aquele que supervisiona todas as possessões portuguesas no Oriente em nome do Rei de Portugal) autorizou a formação desta câmara municipal e a eleição dos seus oficiais em três em três anos. O vice-rei concedeu também ao Senado de Macau os mesmos privilégios, liberdades, honras e preeminências às da Câmara Municipal de Évora.
O Senado administrou e governou directamente o estabelecimento português de Macau  até 1623, ano da chegada do primeiro Governador português a Macau. Após a chegada do governador, o Senado de Macau deixou de governar directamente a cidade, mas continuava a ter um papel fundamental na administração do território devido às inúmeras funções e ao estatuto que ela tinha.
Este organismo, o símbolo da autoridade local de Macau e um organismo mais representativo do que a Junta oligárquica, era investido de poderes políticos, judiciais e administrativos, sendo por isso sem dúvida a mais importante e influente de todas as municipalidades coloniais durante quase 3 séculos.
À medida que os séculos se foram passando, as funções do Senado de Macau foram-se modificando. Em 1783, através das providências reais, os poderes do Governador foi ampliado, conferindo a este uma importante posição nos assuntos político-administrativos da Cidade, em detrimento do Senado. A partir desta data, qualquer decisão tomada por este órgão tinha que ser confirmada pelo Governador. Em 1834, o Leal Senado foi reduzido às funções e estatuto de uma mera câmara municipal, tratando somente de assuntos municipais, e passou a estar subordinado ao Governador, perdendo assim a sua anterior glória e esplendor. No dia 20 de Setembro de 1844, a Rainha D. Maria II promulgou um Decreto real que reafirmava mais uma vez que o Governador era o principal órgão político-administrativo da Cidade e não o Leal Senado, pondo oficialmente fim à autoridade local de Macau e às esperanças do Senado recuperar a sua antiga glória e importância. Após os acontecimentos de 1783, de 1834, o de 1844, o abalo definitivo do poder dos mandarins sobre Macau (funcionários chineses enviados pelas autoridades chinesas de Cantão) e a abolição da alfândega chinesa ("Ho-pu") em 1849 (devido à situação fraca do Governo chinês de Pequim), o Governador passou a ser a autoridade máxima de Macau.
Mais tarde, em 1847, o Procurador da Cidade passou também a ser renumerado e subordinado a ele; e em 1865, o Procurador passou a ser de nomeação régia, sob proposta do Governador.
Desde 1784 até a sua extinção, o Senado de Macau esteve sempre albergado no Edifício localizado no Largo do Senado (o centro urbano de Macau).
Após a transferência de soberania de Macau para a China, os órgãos municipais sofreram uma reorganização. O "Leal Senado" deixou de existir e as suas funções municipais e administrativas passaram provisoriamente para a "Câmara Municipal de Macau Provisória". Mas, no dia 31 de Dezembro de 2001, este organismo provisório foi também abolido, dando lugar ao Instituto dos Assuntos Cívicos e Municipais (IACM).

## Funções

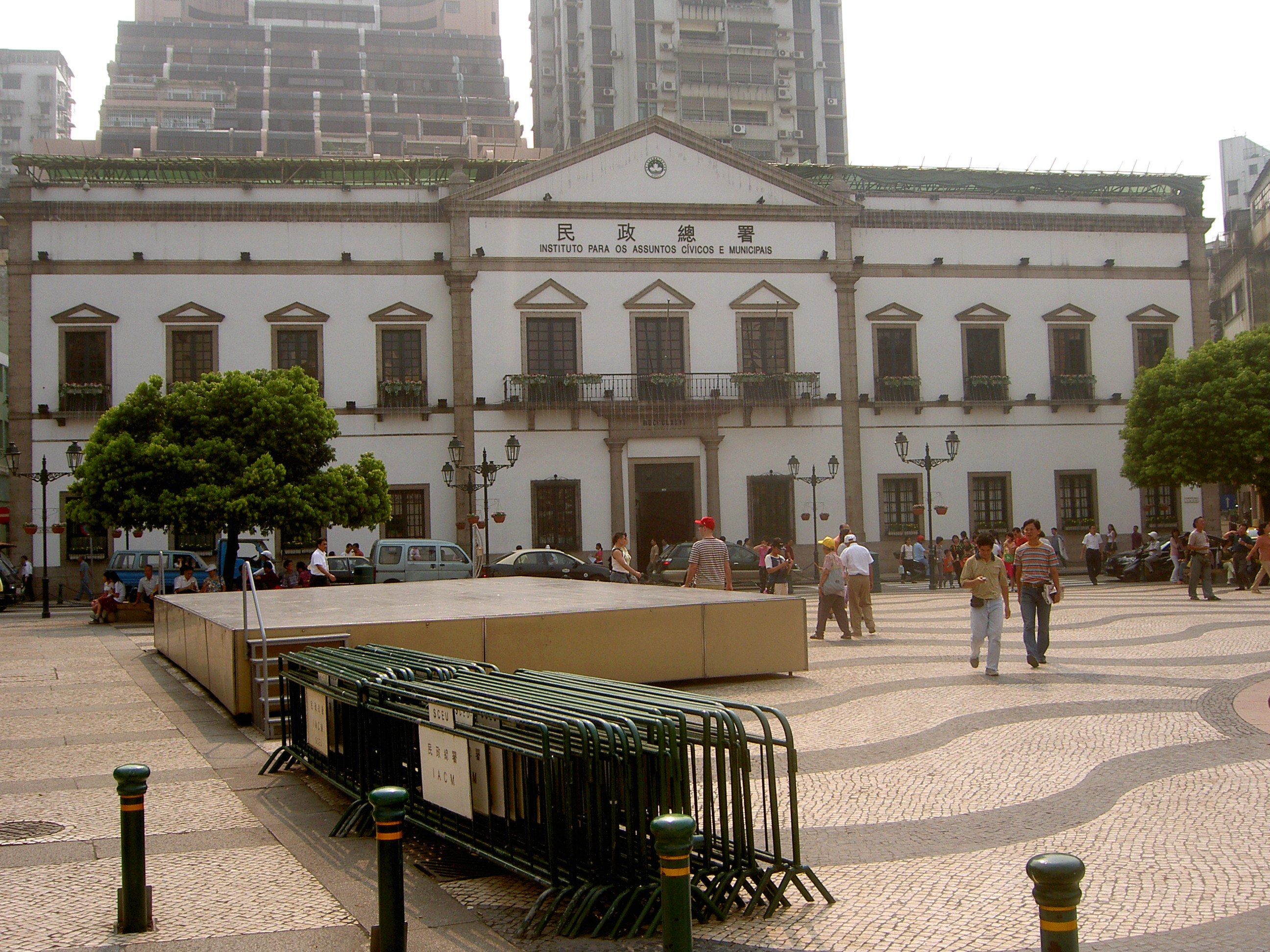
O Edifício do Leal Senado, lugar que albergou o Leal Senado desde 1784 até à data da sua extinção (1999). Actualmente, o Edifício, um monumento do Centro Histórico de Macau, alberga o Instituto dos Assuntos Cívicos e Municipais de Macau.

Mesmo após a chegada do Governador, símbolo da autoridade portuguesa de Macau, o Leal Senado continuava a ter um papel fundamental na administração desta Cidade. Os 2 juízes ordinários tratavam sumariamente dos assuntos civis. Quanto aos negócios extraordinários, o Senado concocava, pelo menos uma vez por ano, os Conselhos Gerais, formados por homens bons da Cidade, para que estes tomem decisão relativamente a estes negócios que interessam a comunidade.
As autoridades chinesas de Cantão, que exerciam até à primeira metade do século XIX grande influência na administração de Macau e até inclusivamente interferindo algumas vezes nela, reconheciam o Leal Senado, em vez do Governador, como a autoridade responsável de Macau, por isso é a Câmara, mais precisamente o Procurador, que efectuava as negociações com os oficiais chineses. Ela também efecutava negociações com oficiais e comerciantes de outros países, nomeadamente do Japão. Ela efectuava estas negociações para manter e abrir novos mercados.
Ela era também responsável pelo policiamento da Cidade, pelo estabelecimento de regras e a sua fiscalização (principalmente na área do comércio), pelo lançamento e recolha de impostos, e pela gestão dos recursos da Cidade. Com estes recursos financeiros, o Leal Senado pagava as despesas necessárias para que a Cidade funcione, como por exemplo:
- as despesas das estruturas defensivas, da guarnição militar (isto inclui as despesas dos soldados, da artilharia e das munições) e do Governador;
- os salários dos seus oficiais, das forças de segurança pública[8] e das autoridades eclesiásticas;
- o financiamento das actividades da Igreja Católica (incluindo as procissões e as festas religiosas, especialmente as que são dedicadas aos padroeiros da Cidade e da Diocese de Macau), da missionação levado a cabo por ordens religiosas e da Santa Casa da Misericórdia;
- a manutenção e construção de edifícios da Cidade, principalmente as estruturas defensivas e os portos;
- a preparação dos subornos dos mandarins, para que estes não interferissem na administração, paz, prosperidade e estatuto de Macau;
- a preparação e organização de cerimónias por ocasião da morte ou aclamação dum novo monarca português e dum novo imperador chinês; e também por ocasião das grandes festividades e eventos portugueses, locais e chineses.

O Leal Senado raramente pedia subsídios a Portugal, dando até algumas vezes ajuda financeira às outras colónias portuguesas do Oriente. Como por exemplo, em 1640, ele preparou 3 juncos armados com provisões para socorrer Malaca; e em 1645, enviou 200 canhões ao Rei D. João IV para auxiliá-lo nas guerras da Restauração. Quando o Senado não tinha dinheiro, pedia-o de empréstimo aos outros países vizinhos ou aos ricos comerciantes do Extremo Oriente. Aconselhava também o Governador, embora algumas vezes os governadores entravam em conflito com a Câmara devido à sua falta de poder e de autoridade sobre a colónia. Resumindo, o Leal Senado era o verdadeiro organismo governante da Cidade de Macau (tendo em atenção que, naquela altura, a Cidade só ocupava o Sul da Península de Macau).
Após o decreto real de 1834, o Leal Senado passou a ter as mesmas funções que as câmaras municipais portuguesas, apesar de continuar a ter direito ao uso de uma denominação especial. A partir daí até à sua extinção, ele administrou o Concelho de Macau (os dois municípios de Macau tinham administração própria e mantém autónomos um do outro). Esta câmara municipal passou a ter como principais funções a planificação e desenvolvimento urbano, a emissão de licenças, a recolha de certos impostos, a gerência dos bens do Concelho, a defesa e protecção do meio ambiente e da qualidade de vida do respectivo agregado populacional e isto incluiu a supervisão e/ou providência de serviços públicos, como os transportes públicos, e das necessidades básicas da população: higiene pública, saneamento básico, saúde, cultura (incluindo a educação), entretenimento e desporto.
A 15 de Março de 1999 foi agraciado com o grau de Membro-Honorário da Ordem Militar da Torre e Espada, do Valor, Lealdade e Mérito.